# Longgun (köpinghuvudort i Kina, Hainan Sheng, lat 19,05, long 110,52)
Longgun är en köpinghuvudort i Kina. Den ligger i provinsen Hainan, i den södra delen av landet, omkring 110 kilometer söder om provinshuvudstaden Haikou. Antalet invånare är 22 075. Befolkningen består av 10 792 kvinnor och 11 283 män. Barn under 15 år utgör 17,0 %, vuxna 15-64 år 68 %, och äldre över 65 år 13,0 %.
Närmaste större samhälle är Hele, 17,5 km söder om Longgun. Trakten runt Longgun består till största delen av jordbruksmark.
Genomsnittlig årsnederbörd är 2 298 millimeter. Den regnigaste månaden är september, med i genomsnitt 397 mm nederbörd, och den torraste är januari, med 27 mm nederbörd.